# 河野兵市
河野 兵市（こうの ひょういち、1958年4月12日 - 2001年5月17日頃）は、日本の冒険家。日本人初の北極点単独徒歩到達。愛媛県西宇和郡瀬戸町（現伊方町）出身。 日本アドベンチャーサイクリストクラブ永久会員。

## 経歴

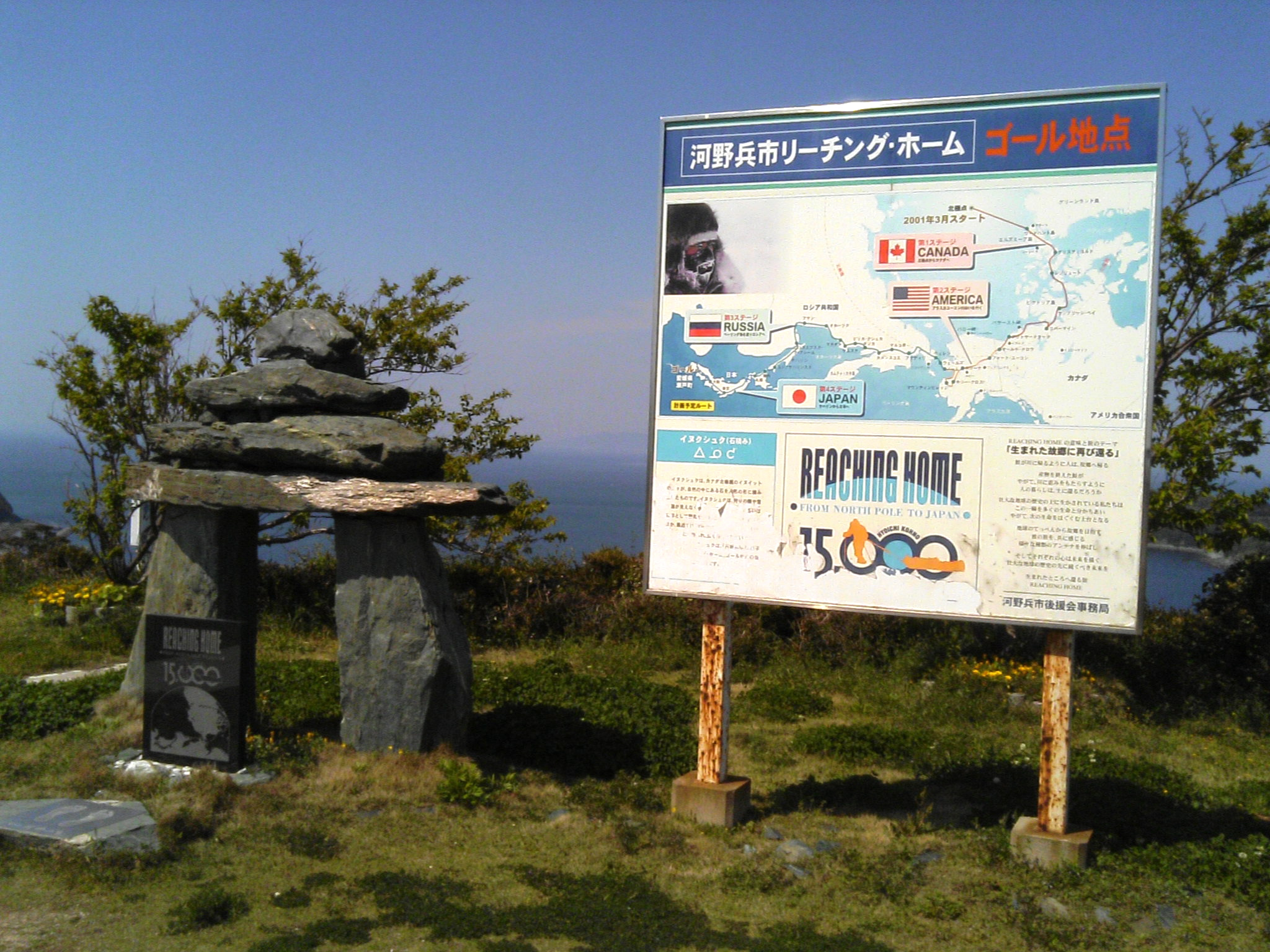
最後の冒険のルートを示した記念の案内板

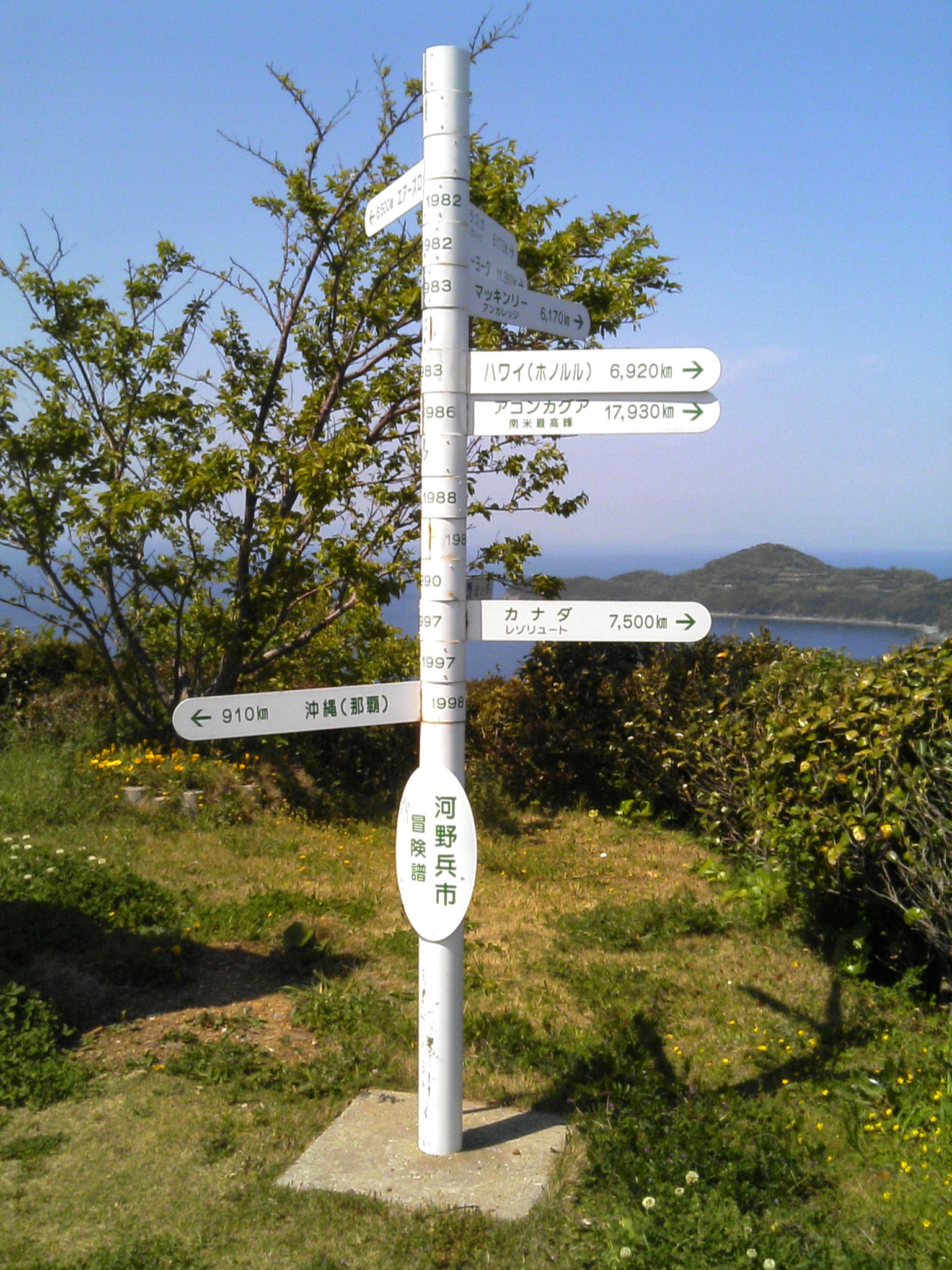
冒険した場所の方角と距離を示す道標

愛媛県立三崎高等学校卒業。1978年の自転車での日本一周の後、北米や南米を走破する。1982年、冒険家植村直己の影響を受けアラスカのユーコン河フォートユーコンからベーリング海までゴムボートで旅をする。また、登山経験は殆ど無かったものの、ニューヨークでアルバイトをしながら、日本人の登山家に弟子入りし、登山のノウハウを学び、1983年、北米大陸最高峰のマッキンリーの登頂に成功。　
その後、南米最高峰のアコンカグア等の山々の登頂に成功。ヒマラヤの8000メートル峰ナンガ・パルバット登山時に、落氷を顔面に受け下山。上唇部に傷が残った為、鼻ひげを伸ばし始めた。
1990年、アフリカ大陸では荷物を詰めたリヤカーを引きながらサハラ砂漠を徒歩で縦断。リヤカーのアイデアは、自転車での冒険から着想。
日本に帰国後、ナンガ・パルバットで知り合った順子と結婚。一男一女の子宝に恵まれる。
1997年、39歳のときに日本人初の北極点単独徒歩到達に成功。
その後、2001年に北極点から地元佐田岬半島まで徒歩等により5年がかりで帰還する『河野兵市リーチングホーム2001』を計画し、3月26日に北極点を出発。5月17日に最後の交信を行った後、発信地から南東へ約13キロ離れた地点（北緯83度49分、西経74度34分）で北極海の氷の割れ目に転落し死亡。5月24日、ソリと共に遺体が発見された。
小惑星（8552）兵市は、彼にちなんで命名された。

## 著書
- 河野兵市著　『北極点はブルースカイ：日本人初の780キロ単独踏破』（愛媛新聞社,1997年）ISBN 4-900248-42-8

## 関連著書
- 愛媛新聞社編　『特別速報グラフ：河野兵市アドベンチャーワールド〜北極点を踏んだ男〜』（愛媛新聞社,1997年）
- 坪井伸吾著　『僕流その日暮らし：世界一周ライダーのめげない人生術』（窓社,2002年）ISBN 9784896250398
- 河野順子著　『絆：河野兵市の終わらない旅と夢』（河出書房新社,2002年）ISBN 9784309265599
- 埜口保男著　『みかん畑に帰りたかった：北極点単独徒歩日本人初到達・河野兵市の冒険』（小学館,2003年）ISBN 4-09-379228-3

## 出演番組

### テレビ番組
- 『たったひとりの北極点〜冒険家 河野兵市さんの60日〜』NHK（1997年6月15日）
- 『終わらない旅〜河野兵市・2001年への挑戦〜』愛媛朝日テレビ（1999年11月4日）

### ラジオ番組
- 『河野兵市のドリームアドベンチャー』南海放送（1997年7月6日 - 1997年10月12日）